# Эволокумаб
Эволокумаб — лекарственный препарат, моноклональное антитело для лечения гиперлипидемии. Одобрен для применения: ЕС, США (2015).

## Разработка
Компания Amgen подала лицензионную заявку на эволокумаб в FDA в августе 2014 года. FDA одобрила инъекции эволокумаба 27 августа 2015 года для некоторых пациентов, которые не могут контролировать уровень холестерина ЛПНП с помощью существующих методов лечения. Европейская комиссия одобрила его в июле 2015 года. Эволокумаб получил одобрение Министерства здравоохранения Канады 10 сентября 2015 года. Компания Amgen сообщила об одобрении Министерства здравоохранения Канады в пресс-релизе 15 сентября 2015 года.
Regeneron Pharmaceuticals и Amgen подали заявки на патентную защиту своих моноклональных антител против PCSK9, и компании оказались в патентном споре в США. В марте 2016 года окружной суд установил, что препарат алирокумаб компании Regeneron нарушает патенты Amgen; затем Amgen потребовала судебного запрета, запрещающего Regeneron и Sanofi продавать алирокумаб. Судья дал Regeneron и Sanofi 30 дней на апелляцию до вступления запрета в силу.
Результаты исследования FOURIER были опубликованы в марте 2017 года.

## Механизм действия
Ингибирует PCSK9. Эволокумаб избирательно соединяется с PCSK9 и предупреждает связывание циркулирующей PCSK9 с рецептором ЛПНП на поверхности клеток печени, таким образом предотвращая РС8К9-опосредованный распад Р-ЛПНП. Как результат, повышение экспрессии Р-ЛПНП в печени приводит к снижению сывороточной концентрации холестерина ЛПНП.

## Показания
- снижение риска инфаркта миокарда, инсульта у пациентов с сердечно-сосудистыми заболеваниями
- Первичная гиперлипидемия
- дополнительная терапия гомозиготной семейной гиперхолестеринемии[2].

## Противопоказания
- Гиперчувствительность

## Способ применения
- Подкожная инъекция.